# Wilfrid M. Voynich
Pour les articles homonymes, voir Voynich.
Wilfrid Michael Voynich du Clan Abdank, né Michał Habdank-Wojnicz (31 octobre 1865 - 19 mars 1930) est un antiquaire et bibliophile polonais émigré aux États-Unis. Il est célèbre pour le manuscrit qui porte désormais son nom : le manuscrit de Voynich. Cet ouvrage dont le texte n'a pu, à ce jour, être déchiffré a suscité de nombreuses recherches et hypothèses quant à son origine et à sa signification. Voynich a même été accusé de l'avoir fabriqué de toutes pièces.

## Biographie
Voynich est né en 1865 à Telsze (depuis 1918 Telšiai), une ville du Gouvernement de Kowno qui faisait alors partie de l'Empire russe et se trouve à présent en Lituanie). Durant sa jeunesse, Voynich est membre du Mouvement prolétaire polonais, branche polonaise de l’Association internationale des travailleurs, au sein duquel il est actif sous le pseudonyme de Wilfryd (étymologiquement « celui qui veut la paix »). En 1886, il est arrêté à Varsovie et, après dix-huit mois de prison, déporté à Irkoutsk, en Sibérie. Avec l'aide des partisans des mouvements de liberté en Russie, il s'enfuit en 1890 et gagne Londres. C'est à cette période qu'il anglicise la graphie de son nom en Voynich. Son pseudonyme « Wilfryd » devient son prénom usuel sous la forme anglicisée « Wilfrid ».
En 1902, il se marie avec Ethel Lilian Boole (1864-1960), fille du célèbre mathématicien anglais George Boole et socialiste fervente. Elle était l'auteur du roman Le Taon (The Gadfly), publié en 1897 et qui connut un succès éditorial en son temps, surtout en Russie, et qui a inspiré Dmitri Chostakovitch (The Gadfly, opus 97).
En 1897, Wilfrid ouvre une boutique à Londres. Le couple émigre aux États-Unis au début du XXe siècle, et installe sa boutique à New York en 1915.

## Découverte du manuscrit

Une page du manuscrit de Voynich.

En 1912, à l'occasion d'une visite arrangée par un contact demeuré anonyme, il se rendit à Frascati, près de Rome, où se trouve la Villa Mondragone, alors collège et internat dirigés par les Jésuites. Ceux-ci désiraient le rénover mais n'avaient pas les fonds suffisants. Ils décidèrent donc de vendre une partie de leur collection de livres anciens. Ils les proposèrent à des antiquaires, dont Voynich, qui acheta trente manuscrits, dont l'étrange ouvrage. Voynich ayant désiré garder le secret sur ce sujet, plusieurs éléments, y compris le lieu et la date (1911 ou 1912) de l'acquisition sont controversés.
Une lettre de Johannes Marcus Marci à l'attention de Athanasius Kircher, homme de science et érudit jésuite de l'ancien Collège romain. Datée de 1665, la lettre était glissée à l'intérieur de la couverture.
En 1915, il exposa à l'Institut de l'art de Chicago quelques manuscrits achetés en Italie. En 1921, il montra le mystérieux manuscrit à Philadelphie mais n'en révéla pas la provenance. Seule sa femme Ethel était au courant de l'accord qu'il avait passé avec les Jésuites.
Voynich, qui présenta son manuscrit à différents experts, était convaincu qu'il s'agissait d'une œuvre de Roger Bacon.
À la mort de son mari, décédé à New York en 1930, Ethel Voynich hérita du manuscrit. Après sa mort en 1960, le livre revint à Anne Nill, une de ses proches amies et ancienne secrétaire de feu son époux. Celle-ci le vendit à Hans Kraus, lequel en fit don, en 1969, à l'Université Yale, qui en est l'actuel propriétaire.